# بارسبيك
بارسبيك (بالألمانية: Barsbek) هي بلدة ألمانية تقع في ألمانيا في شليسفيغ هولشتاين. يقدر عدد سكانها 8.73 كم2 وترتفع عن سطح البحر 9 متر.